# Ten Boer

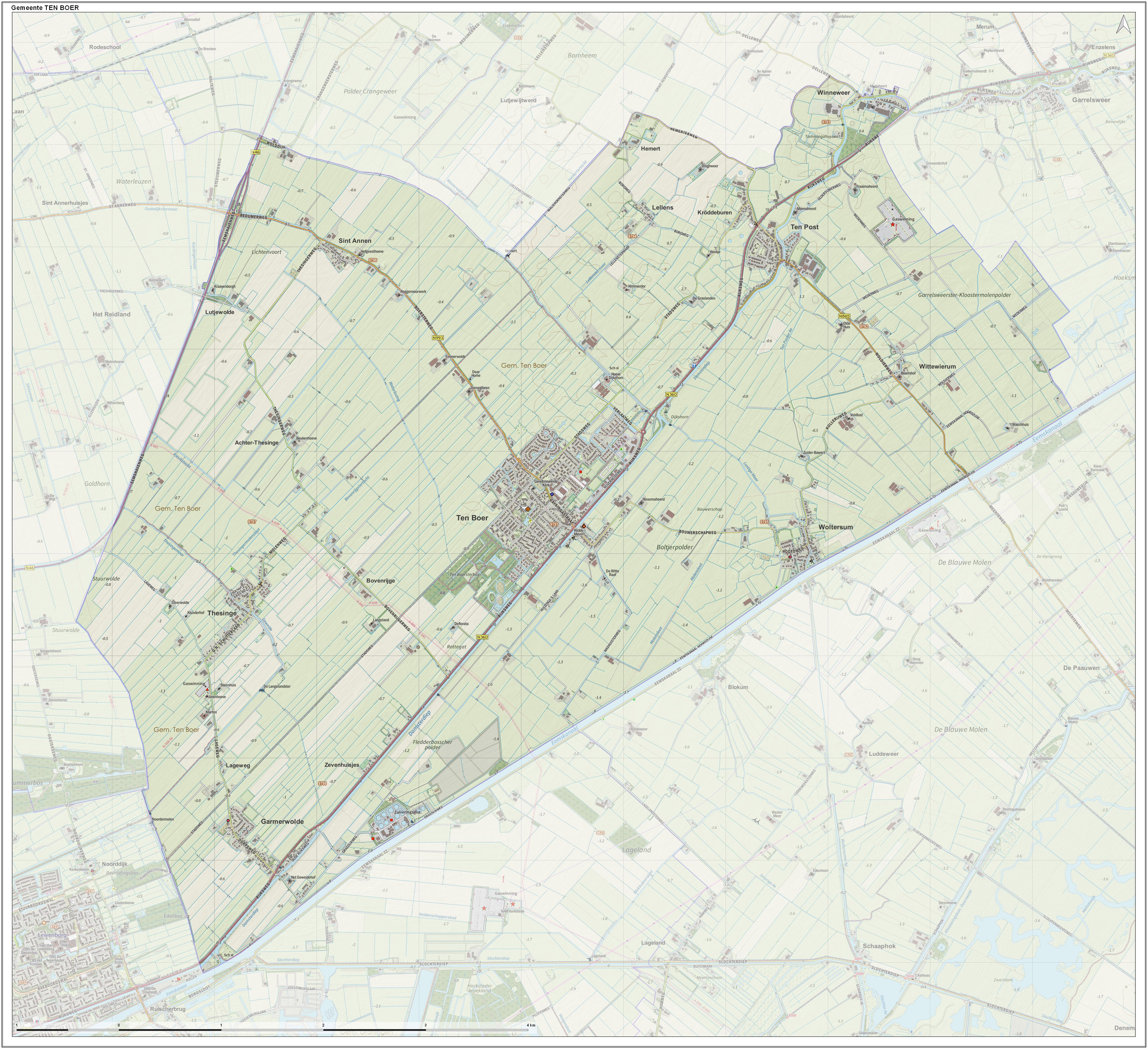
Topografische kaart van gemeente Ten Boer, september 2017

Ten Boer (uitspraakⓘ) is een plaats en voormalige gemeente in de Nederlandse provincie Groningen. De gemeente besloeg een oppervlakte van 45,71 km² (waarvan 0,46 km² water). Bij de opheffing in 2019 en toevoeging aan de gemeente Groningen, telde Ten Boer 7.289 inwoners. In het dorp Ten Boer woonden in 2023 4.630 mensen.

## Geografie
Ten Boer ligt ruim tien kilometer ten noordoosten van de stad Groningen. In de twintigste eeuw is het deels een forensenplaats geworden.

### Indeling
De voormalige gemeente ontstond in 1798 uit de voormalige kerspelen Garmerwolde, Garrelsweer, Lellens, Ten Boer, Thesinge, Wittewierum en Woltersum. Tegenwoordig is het Eemskanaal de zuidoost-grens van de gemeente. Oorspronkelijk liep de gemeentegrens deels ten oosten van dat kanaal, maar dat deel, waaronder de gehuchten en buurtschappen Blokum, Graauwedijk, Heidenschap, Overschild (deels) en Roeksweer werd in 1963 bij de gemeente Slochteren gevoegd. Daarbij kwam in 1990 nog Winneweer.
Van 1990 tot 2019 omvatte de gemeente Ten Boer de dorpen Garmerwolde, Lellens, Sint-Annen, Ten Post, Thesinge, Winneweer, Wittewierum en Woltersum alsmede de buurtschappen Achter-Thesinge, Boltklap, Bouwerschap, Bovenrijge, Dijkshorn en Kröddeburen. Sommige van deze namen worden nog wel gebruikt, maar staan niet meer op de topografische kaart. In 2019 is de gemeente echter opgegaan in de gemeente Groningen.
Het kerspel Ten Boer bestond in 1719 uit de dorpskern rond het voormalige klooster (in 't corpus Ten Buir) met de buurtschappen Op de Bolte, Bauwerschap,  Bij 't Tolhuis, Bij de Buirster Weg, In St. Annen Clooster, Op de Dijk (Wolddijk?), Hemmerwolde en Dijkshorn.
Op het grondgebied van het dorp Ten Boer lagen de voormalige waterschappen Bovenrijgsterpolder (1799, deels), Kloostermolenpolder (1818), Boltjerpolder (1818), Langelandster(molen)polder (voor 1832, deels), Rottegatspolder (voor 1832, deels), Kaakheemsterpolder (voor 1832), Swieringapolder (1862) en Lange Bovenrijgsterpolder (1952, deels). De meeste molenpolders bestonden al enige tijd, voordat ze de status van een waterschap kregen.
Na de fusie met Groningen is de oude gemeente Ten Boer een van de zeven gebiedsdelen van de nieuwe gemeente Groningen geworden. In het college van burgemeester en wethouders dat in 2022 aantrad is Inge Jongman van de ChristenUnie aangewezen als dorpswethouder voor Ten Boer. Het  gebiedsdeel Ten Boer is door de gemeente verdeeld in twee wijken:Ten Boer e.o. en Ten Post e.o.

## Geschiedenis
Vóór 1301 werd bij het dorp een nonnenklooster gesticht dat tot de orde van de Benedictinessen behoorde. Het enige dat van het klooster resteert is de huidige kerk die waarschijnlijk nog dateert van vóór de stichting van het klooster, maar er wel deel van heeft uitgemaakt. De buurtschap Bouwerschap ten oosten van Ten Boer werd in de 15e eeuw ook wel in de Bauwert genoemd. De historische naam van de gemeente was Vierendeel, waarmee een onderdeel van het middeleeuwse landschap Fivelingo en een schepperij binnen het Winsumer- en Schaphalsterzijlvest werden bedoeld.
Het lot van de gemeente hing bij de gemeentelijke herindeling in 1990 aan een zijden draadje, de norm was dat een gemeente ongeveer 10.000 inwoners diende te hebben, en Ten Boer voldeed daar niet aan. Een samenvoeging met de gemeente Bedum ging uiteindelijk echter toch niet door. Vanaf 2006 had Ten Boer op ambtelijk niveau een nauwe samenwerking met de gemeente Groningen. Ten Boer bleef een zelfstandige gemeente, maar veel taken werden door de gemeente Groningen uitgevoerd. Per 1 januari 2019 is de gemeente Ten Boer uiteindelijk opgegaan in de gemeente Groningen, samen met de gemeente Haren.

## Politiek
| Partij | Partij                            | 2010   | 2010  | 2010   | 2014   | 2014  | 2014   | Verschil | Verschil |
| Partij | Partij                            | aantal | perc. | zetels | aantal | perc. | zetels | perc.    | zetels   |
| ------ | --------------------------------- | ------ | ----- | ------ | ------ | ----- | ------ | -------- | -------- |
|        | Algemeen Belang                   | 769    | 22,5% | 3      | 891    | 24,8% | 3      | +2,3%    | 0        |
|        | Christen-Democratisch Appèl (CDA) | 849    | 24,8% | 3      | 831    | 23,1% | 3      | −1,7%    | 0        |
|        | ChristenUnie (CU)                 | 726    | 21,2% | 3      | 673    | 18,7% | 3      | −2,5%    | 0        |
|        | GroenLinks (GL)                   | –      | –     | –      | 632    | 17,6% | 2      | +17,6%   | +2       |
|        | Partij van de Arbeid (PvdA)       | 1.081  | 31,6% | 4      | 573    | 15,9% | 2      | −15,7%   | −2       |
| Totaal | Totaal                            | 3.425  | 100%  | 13     | 3.600  | 100%  | 13     |          |          |

## Verkeer en vervoer
De volgende buslijnen verzorgen het openbaar vervoer in Ten Boer:
- (Q-link) lijn 6: (Haren -) Groningen - Garmerwolde - Ten Boer - Ten Post - Appingedam - Delfzijl
- (Nachtbus) lijn 406: Groningen - Ten Boer - Ten Post - Garrelsweer - Eekwerd - Appingedam - Delfzijl
- (Buurtbus) lijn 563: Winsum - Onderdendam - Bedum - Sint-Annen - Ten Boer
- (Buurtbus) lijn 564: Appingedam - Laskwerd - Overschild - Wittewierum - Woltersum - Ten Boer

## Cultuur

### Bezienswaardigheden
In de gemeente zijn diverse beelden, sculpturen en objecten geplaatst in de openbare ruimte. Aan het Damsterdiep staan naast elkaar twee molens die beide de afgelopen 20 jaar als een feniks zijn herrezen:
- De koren- en zaagmolen Bovenrijge, oorspronkelijk in 1903 gebouwd en rond 1985 herbouwd.
- De korenmolen De Widde Meuln uit 1839 die in 2005/2006 weer geheel is gecompleteerd.

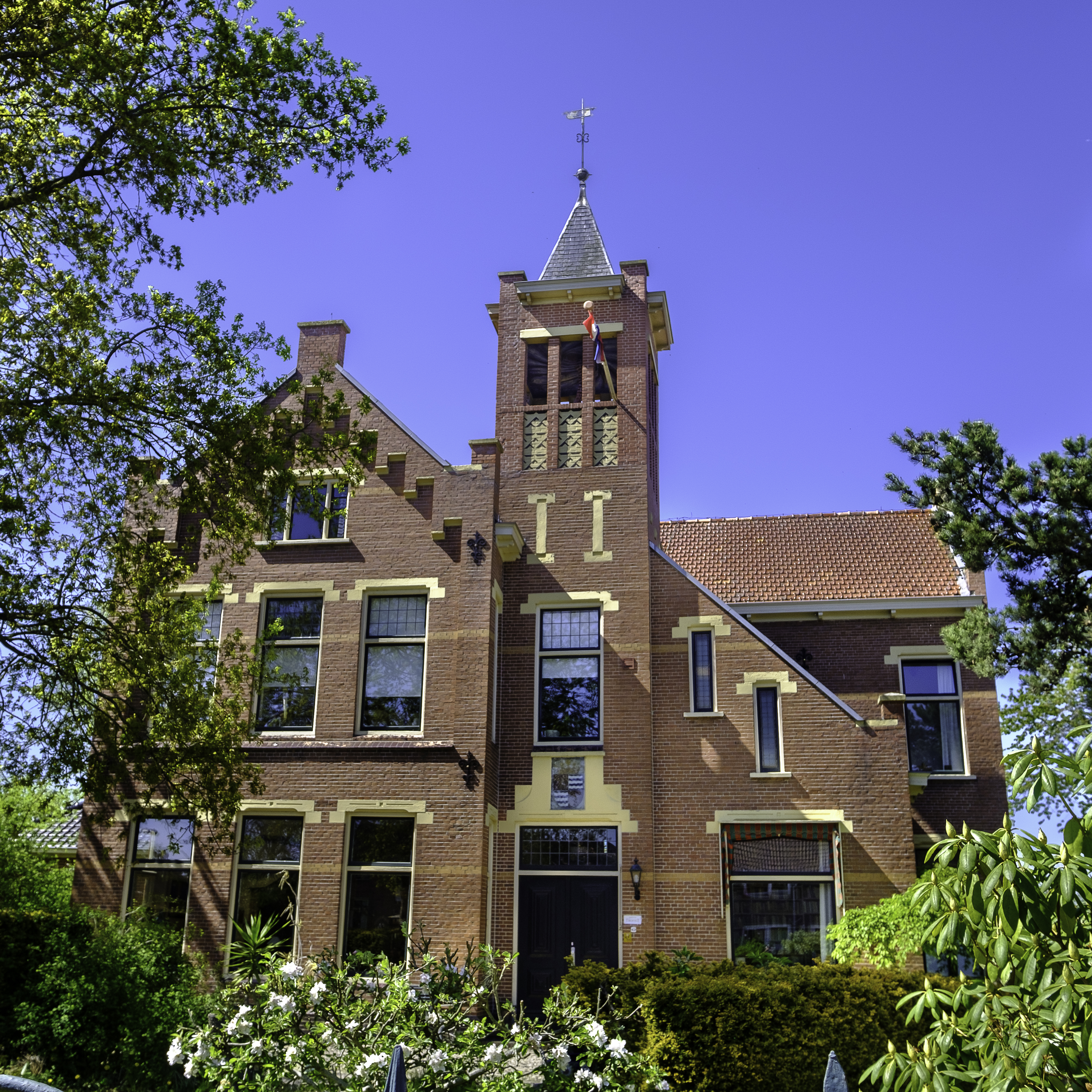
Oude gemeentehuis van Ten Boer
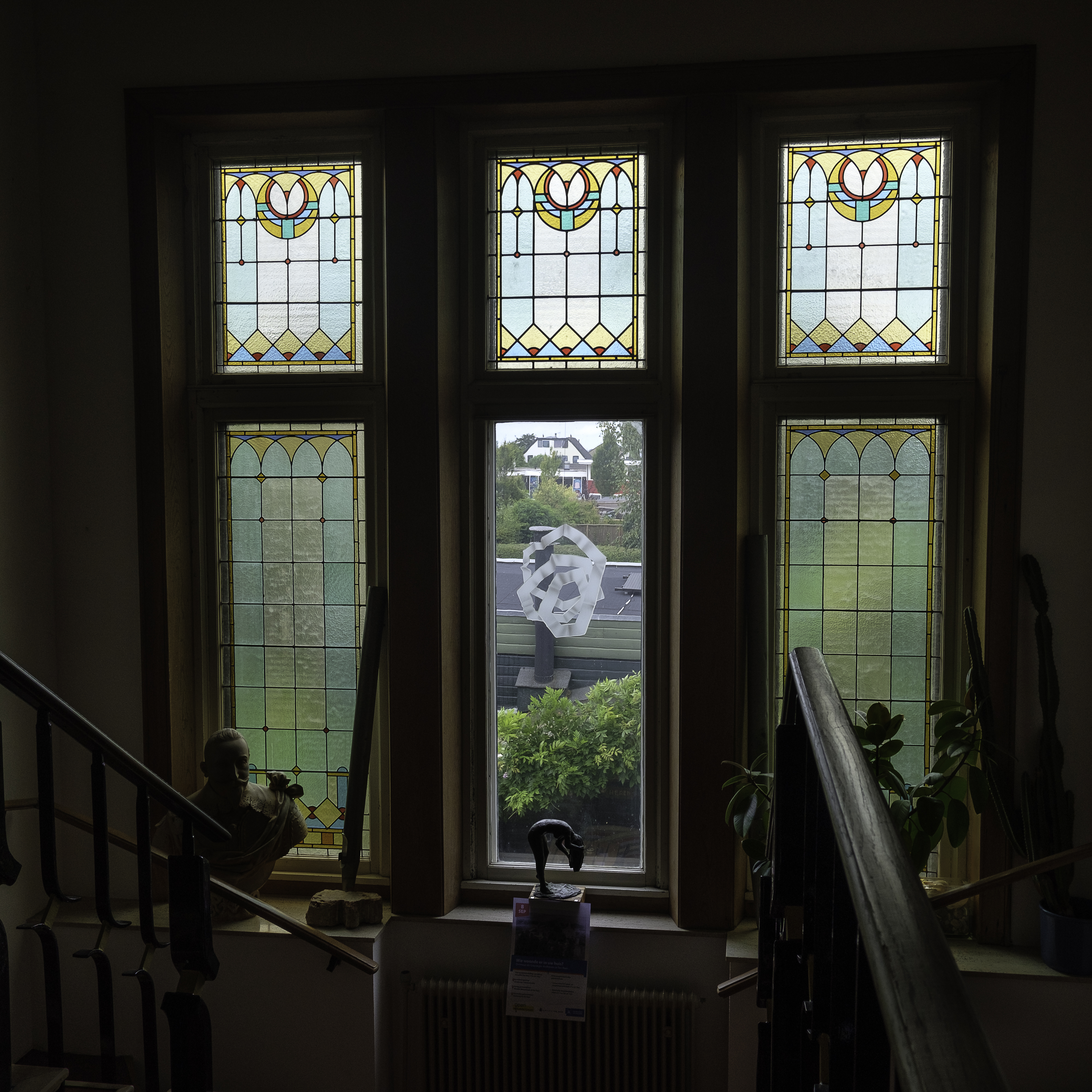
Gebrandschilderd glas in het oude gemeentehuis
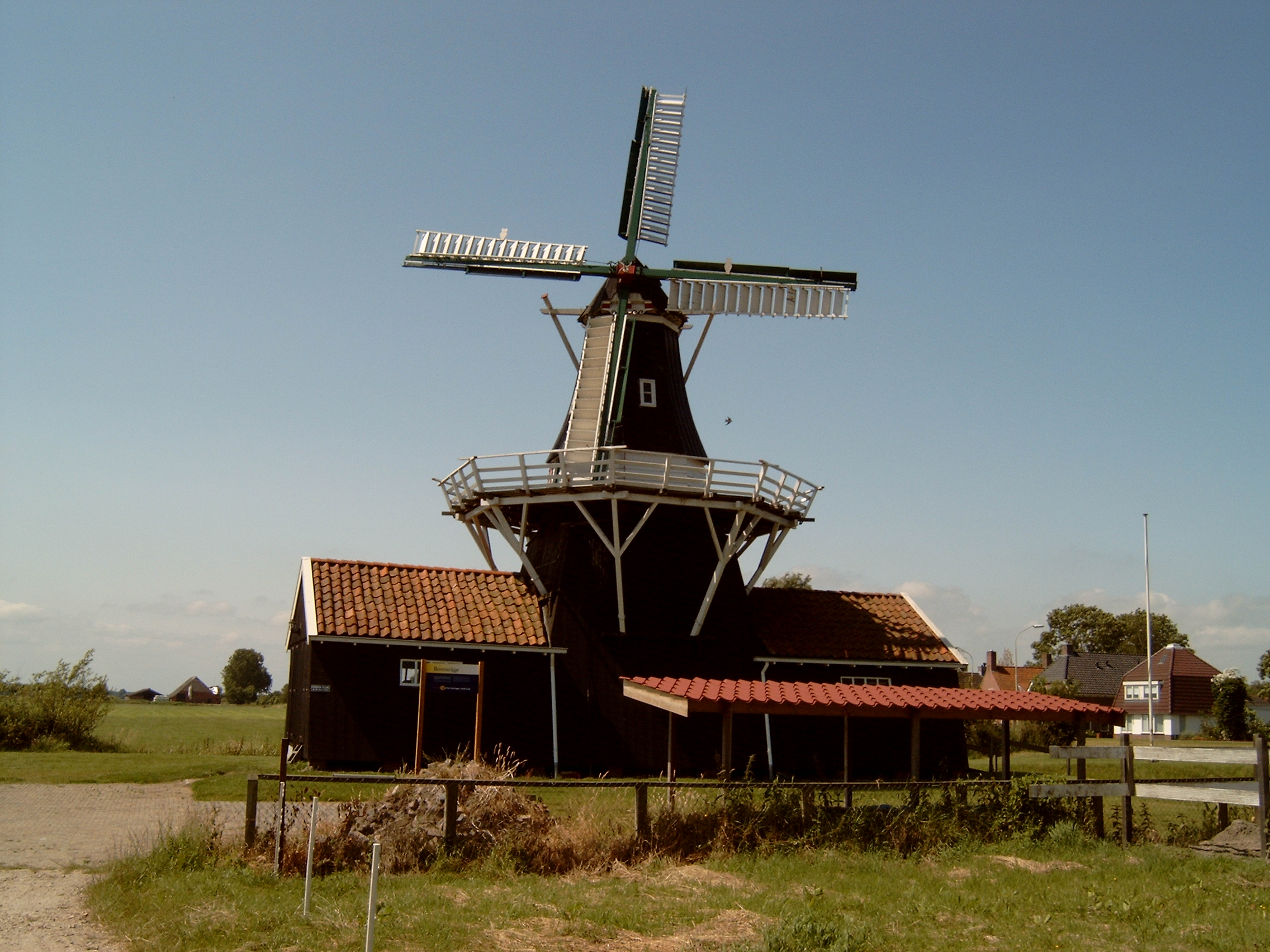
molen Bovenrijge
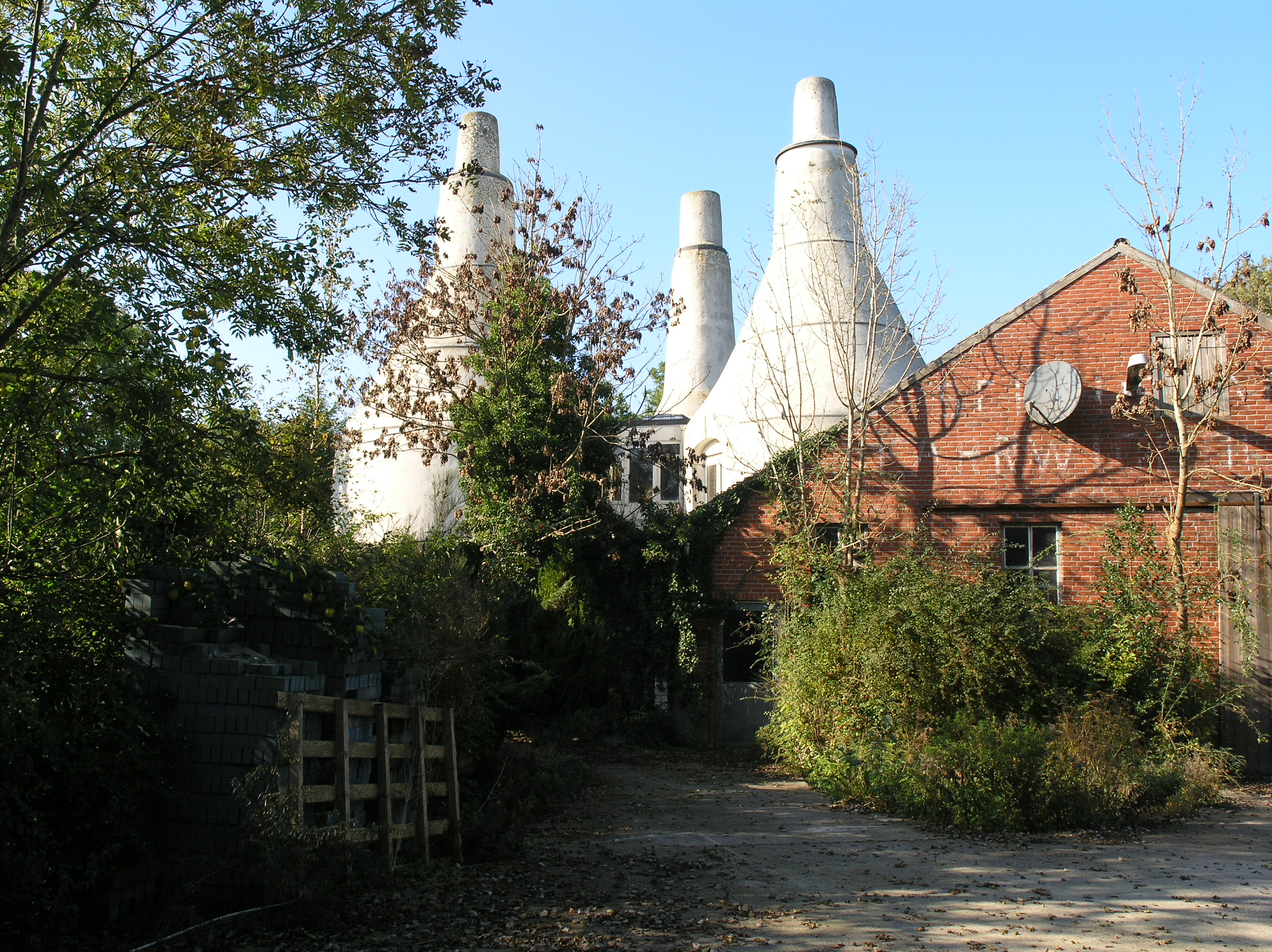
Kalkovens van Garmerwolde
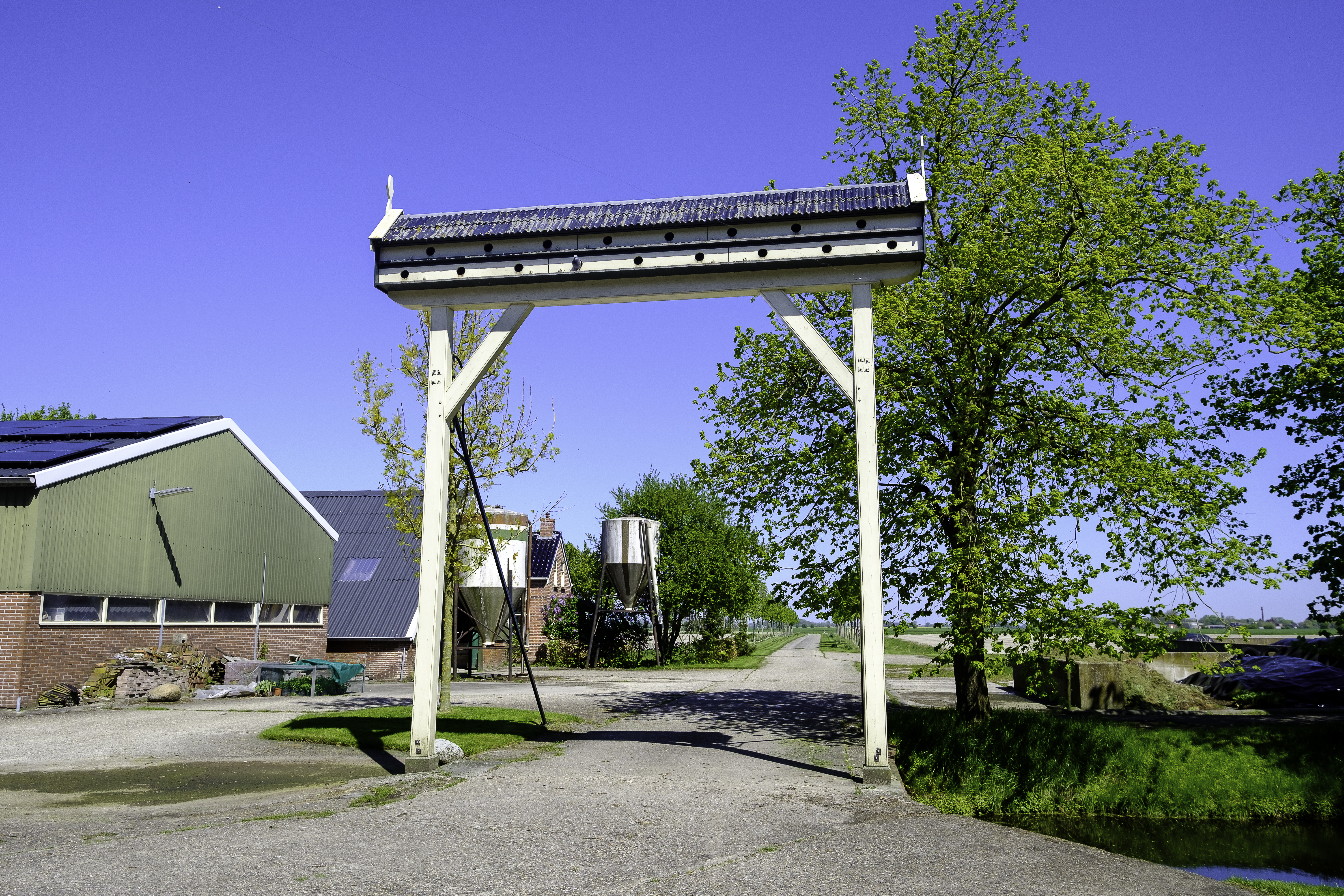
Duivenslagpoort bij boerderij Dinghweer bij Lellens
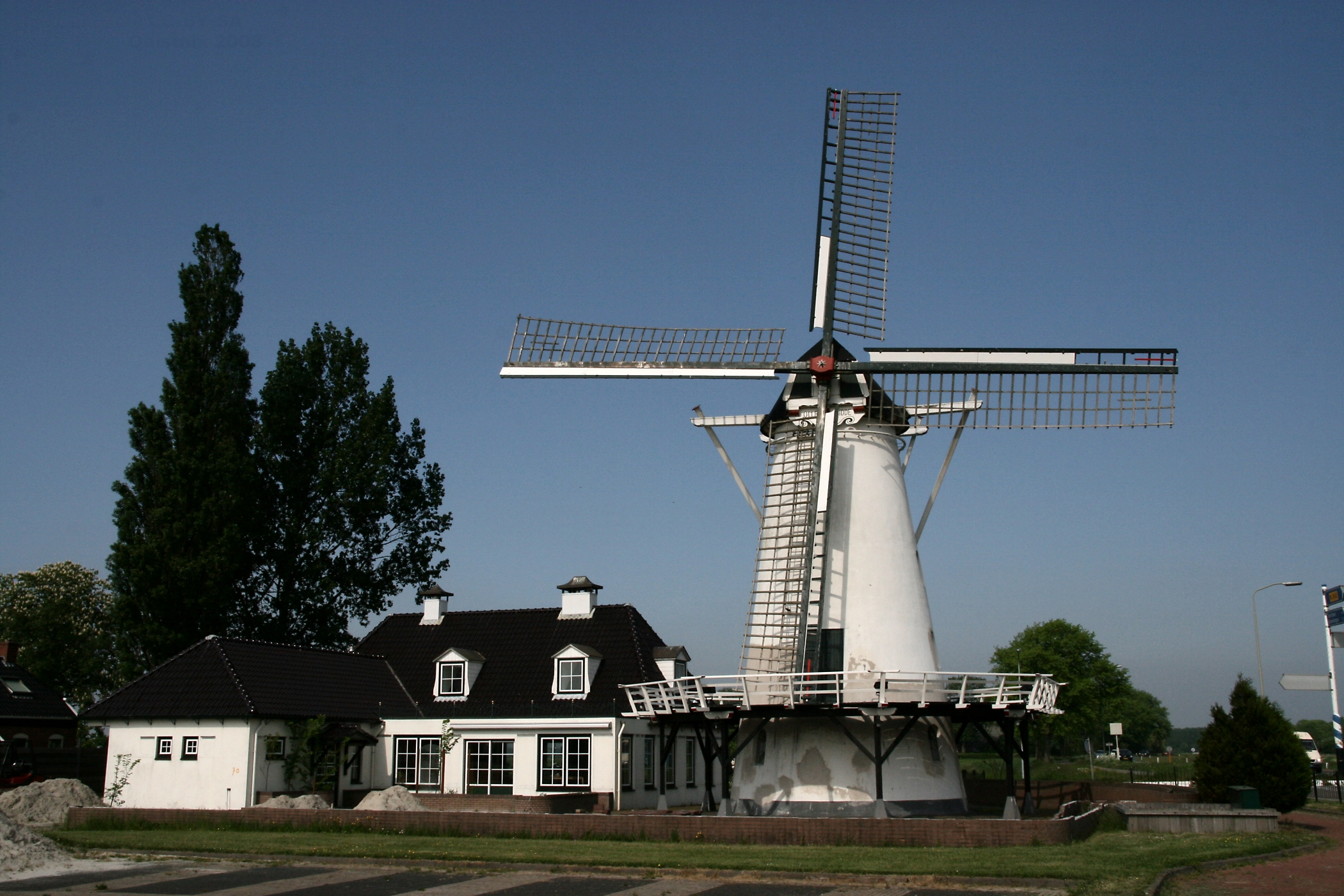
Molen de Olle Widde bij Ten Post
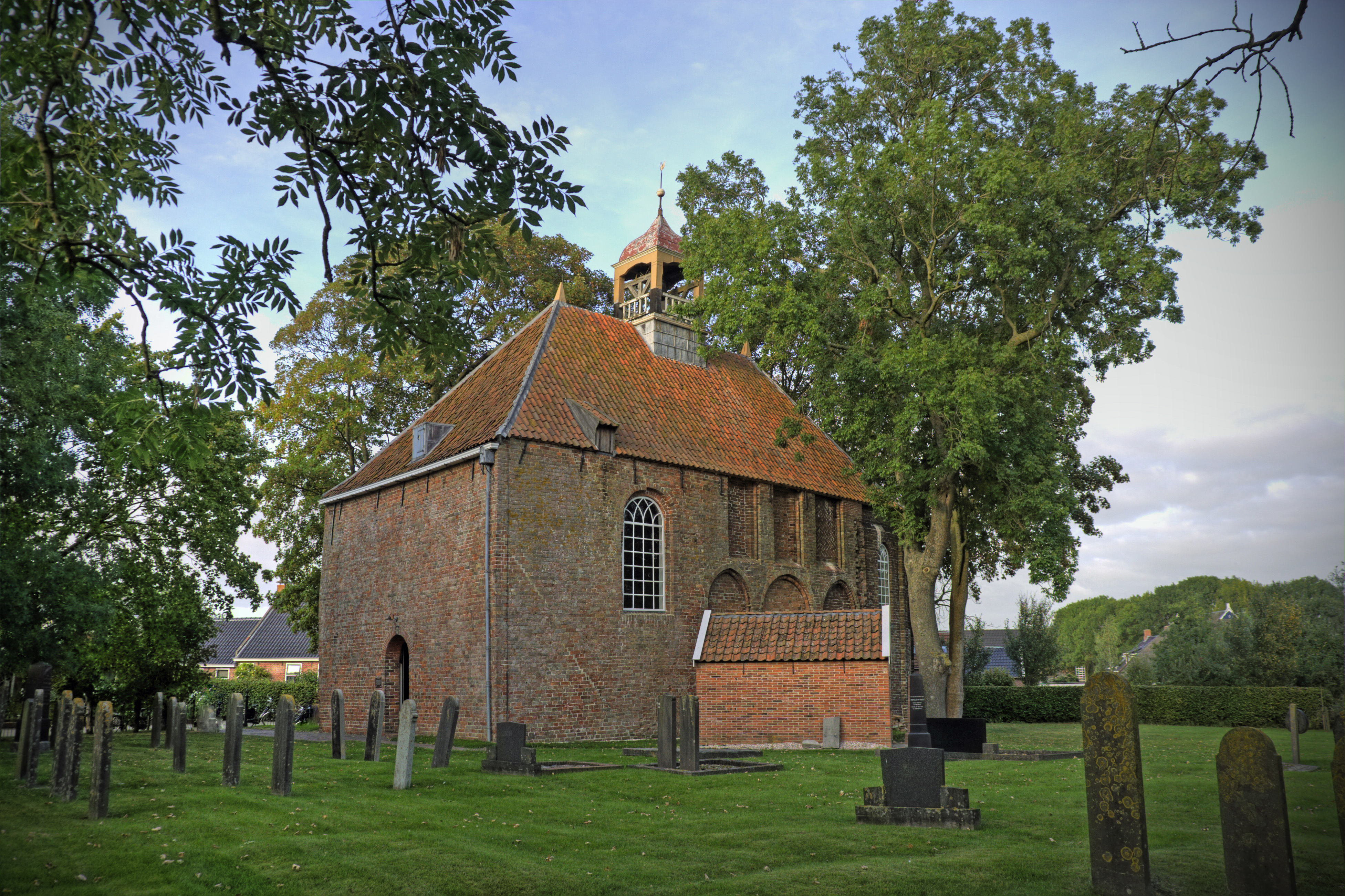
Kloosterkerk van Thesinge
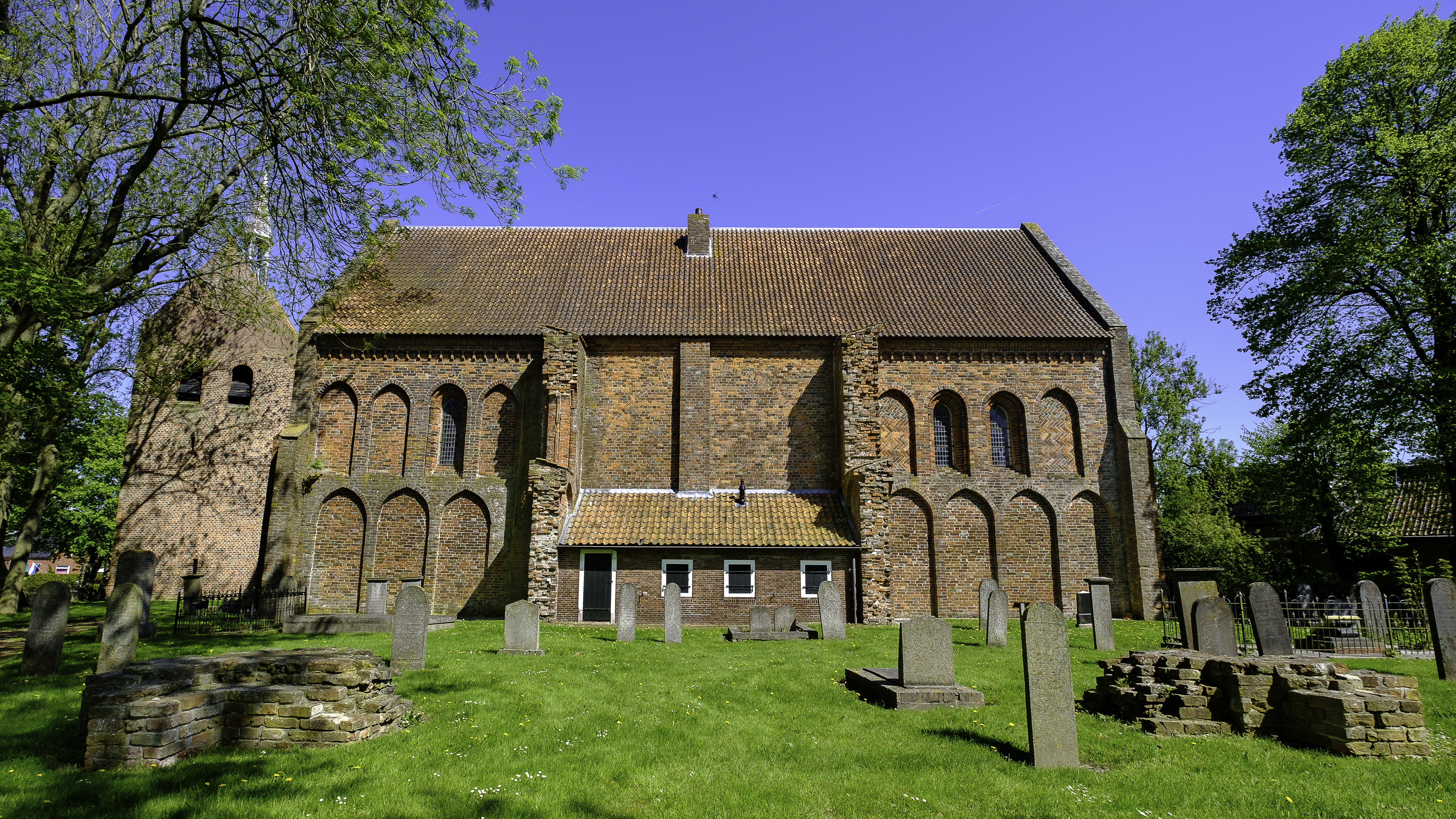
Romanogotische kerk van Garmerwolde
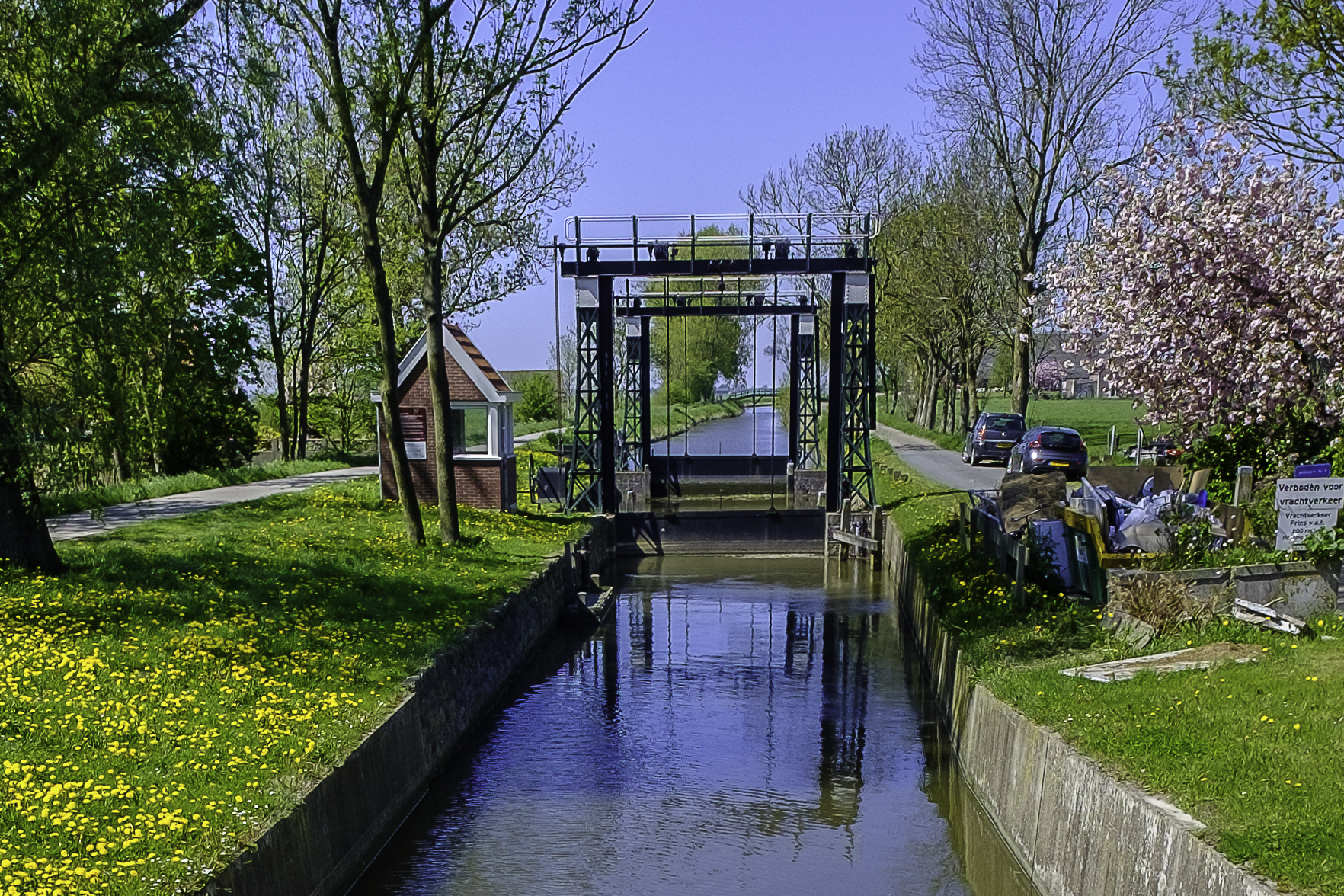
Oosterdijkshornerverlaat

## Geboren
- Jan Rudolf van Eerde (1774-1835), hoogleraar en rechtsgeleerde
- Hendrik Nienhuis (1790-1862), rechtsgeleerde en lid van de Dubbele Tweede Kamer
- Regnerus Petrus Reddingius (1895-1957), burgemeester
- Koenraad Keyer (1903-1977), directeur-geneesheer van het Stads- en academisch ziekenhuis Utrecht en leider van het medisch front der NSB
- Jan Klink (1985), politicus
- Harm Roelfsema (1909-2003), gedeputeerde en burgemeester van Schiedam en Hoogezand-Sappemeer
- Pieter de Noord (1918-1999), burgemeester van Smilde en Beilen
- Wieb Top (1930-2010), historicus
- Remco van der Schaaf (1979), voetballer
- Paul Drewes (1982), olympisch roeier
- Peter Drenth (1968), politicus
- Fred Veenstra (1962), wethouder van Smallingerland en burgemeester van Franekeradeel en De Friese Meren